# Cantó de Troyes-1
El cantó de Troyes-1 és un cantó francès del departament de l'Aube, situat al districte de Troyes. Té 2 municipis i part del de Troyes.

## Municipis
- Saint-Parres-aux-Tertres
- Troyes (part)
- Villechétif

## Història
| Data d'elecció                           | Identitat      | Partit                     | Qualitat |
| ---------------------------------------- | -------------- | -------------------------- | -------- |
| 1973-1988                                | André Gravelle | PS                         |          |
| 1988-2001                                | Jacky Morin    | UDF, després DL            |          |
| 2001-                                    | Marc Bret      | PS, després sense etiqueta |          |
| les dades anteriors no són pas conegudes |                |                            |          |
|                                          |                |                            |          |